# Hekinan
Hekinan (japonsky 碧南市) je město v prefektuře Aiči v Japonsku. K roku 2019 v něm žilo přes dvaasedmdesát tisíc obyvatel.

## Poloha
Hekinan leží na jižním pobřeží Honšú, největšího japonského ostrova, u severozápadního cípu zátoky Mikawa, kde se do ní vlévá Jahagi. Na severu sousedí s Takahamou, na severovýchodě s Andžó a na východě s Nišio.

## Dějiny
město vzniklo k 5. dubnu 1948 sloučením městeček Óhamy, Šinkawy a Tanaa a vesnic Asahi a Hekikai.

### Rodáci
- Nagata Tokuhon (1512–1630), lékař